# Mindaugas Timinskas
Mindaugas Timinskas (ur. 28 marca 1974 w Szyłokarczmie) – litewski koszykarz, występujący na pozycjach niskiego lub silnego skrzydłowego, reprezentant kraju, wicemistrz Europy, brązowy medalista olimpijski.

## Osiągnięcia
Na podstawie, o ile nie zaznaczono inaczej.
NCAA
- Mistrz sezonu zasadniczego konferencji Metro Atlantic Athletic (MAAC – 1996, 1997)
- Zawodnik roku MAAC (1997)[5]
- Zaliczony do:
  - I składu:
    - MAAC (1997)
    - debiutantów MAAC (1994)

  - II składu MAAC (1995)
  - Iona College MAAC Basketball Honor Roll (2018)

Drużynowe
- Mistrz:
  - Litwy (2003–2005)
  - Hiszpanii (2002)
- Wicemistrz:
  - Euroligi (2001)
  - Ligi Bałtyckiej (2005)
  - Litwy (2000)
- Finalista pucharu Hiszpanii (2006)

Indywidualne
- MVP:
  - finałów mistrzostw Litwy (2005)
  - meczu gwiazd ligi litewskiej (2000)
- Uczestnik meczu gwiazd ligi litewskiej (2000, 2003, 2004)

Reprezentacja
Seniorów
- Wicemistrz Europy (1995)
- Brązowy medalista igrzysk olimpijskich (2000)
- Uczestnik:
  - mistrzostw Europy (1995, 1997 – 6. miejsce, 2001 – 12. miejsce)
  - kwalifikacji do mistrzostw Europy (1999)

Młodzieżowe
- Mistrz Europy U–22 (1996)